# Rosalnice
Rosalnice – wieś w Słowenii, w gminie Metlika. W 2018 roku liczyła 411 mieszkańców.